# Наслеђе Јупитера (ТВ серија)
Наслеђе Јупитера (енгл. Jupiter's Legacy) је америчка суперхеројска стриминг телевизијска серија творца Стивена Денајта, заснована на серији стрипова Марка Милара и Френк Квајтлија, чија је премијера била 7. маја 2021. године на Netflix-у. Улоге играју Џош Думел, Бен Данијелс, Лесли Биб, Елена Кампурис, Ендру Хортон, Мајк Вејд и Мет Лантер.

## Радња
Наслеђе Јупитера прати причу „првих суперхероја на свету, који су своје моћи добили 1930-их. У данашње време они су поштоване старешине, али њихова супермоћна деца се боре да испуне легендарне подвиге својих родитеља”.

## Улоге и ликови

### Главне
| Глумац         | Улога                          |
| -------------- | ------------------------------ |
| Џош Думел      | Шелдон Сампсон / Утопијанац    |
| Бен Данијелс   | Волтер Сампсон / Мождани Талас |
| Лесли Биб      | Грејс Сампсон / Дама Слободе   |
| Ендру Хортон   | Брендон Самспон / Парагон      |
| Елена Кампурис | Клои Сампсон                   |
| Мајк Вејд      | Фиц Смол / Флер                |
| Мет Лантер     | Џорџ Хачен / Небеска Лисица    |

### Споредне
| Глумац              | Улога                      |
| ------------------- | -------------------------- |
| Теника Дејвис       | Питра Смол / Флер          |
| Ијан Квајнлан       | „Хач” Хатченс              |
| Мег Стидл           | Џејн                       |
| Ричард Блекбурн     | Честер Сампсон             |
| Тајрон Бенскин      | Вили Смол                  |
| Грејси Дзини        | Руби Ред                   |
| Аиза Нтибарикуре    | Сијера / Ектоплекс         |
| Тајлер Мејн         | Блекстар                   |
| Дејвид Џулијан Хирш | Ричард Конрад / Плава Муња |
| Конрад Коатс        | Капетан Боргер             |
| Кара Ројстер        | Џејна / Гоуст Бим          |

### Гостујуће
| Глумац        | Улога                 |
| ------------- | --------------------- |
| Шерон Бел     | Ајрон Ончајд          |
| Стивен О'Јанг | Бари Бишоп / Тектоник |
| Грег Лоу      | Бригс / Флејминг Фист |

## Епизоде
| Бр. еп. | Наслов               | Редитељ       | Teleplay by       | Премијера    |
| --- | -------------------- | ------------- | ----------------- | ------------ |
| 1 | У праскозорје        | Стивен Денајт | Стивен Денајт     | 7. мај 2021. |
| Брендонов покушај да испуни очева велика очекивања не иде према плану. Шелдонов безбрижни живот шефовог сина уруши се 1929. године.             |                      |               |                   |              |
| 2 | Папир и камен        | TBA           | Хенри Г.М. Џоунс  | 7. мај 2021. |
| Брендон и Клои сукобе се са својим оцем након инцидента с Пулсаром. Шелдон нападне новинара због репортаже о породичном послу.                  |                      |               |                   |              |
| 3 | Сунцем бојим облаке  | TBA           | Морник Балган Коч | 7. мај 2021. |
| Џорџ дође видети Шелдона, забринут због његова неуобичајеног понашања. Неуспела крађа Хача доведе у проблеме с гангстером са супермоћима.       |                      |               |                   |              |
| 4 | Сви су ђаволи овде   | TBA           | Акејла Купер      | 7. мај 2021. |
| Клои је изван контроле те досегне дно. Шелдон наиђе на потешкоће у потрази за одговорима на визије које га прогоне.                             |                      |               |                   |              |
| 5 | Чему чинити добро?   | TBA           | Кејт Барноу       | 7. мај 2021. |
| Шелдон настоји окупити савршени тим за свој пут у непознато. Обдукција открије загонетни предмет повезан с Клоиним новим познаником.            |                      |               |                   |              |
| 6 | Покриј јој лице      | TBA           | Санг Кју Ким      | 7. мај 2021. |
| Грејс из прве руке види како Кодекс утиче на младе суперјунаке. На броду попусте живци док Шелдон упорно тера експедицију даље.                 |                      |               |                   |              |
| 7 |                      | TBA           | Џулија Куперман   | 7. мај 2021. |
| Опасни први дио путовања Шелдонов склепани тим доведе до руба. Да би извукао информације, Волтер се обрати упитном извору.                      |                      |               |                   |              |
| 8 | Како се све завршава | TBA           | Стивен Денајт     | 7. мај 2021. |
| Волтерова ситуација постаје све тежа па Шелдон и Брендон удруже снаге у опасном обрачуну са суперзликовцем. Хач током пљачке упадне у проблеме. |                      |               |                   |              |

## Издање
Премијера серије била је 7. маја 2021. године.